# Zdeněk Ondrášek
Zdeněk Ondrášek (Strakonice, 22 dicembre 1988) è un calciatore ceco, attaccante della Dyn. Č. Budějovice.

## Carriera

### Club
Debutta il 19 aprile 2008 nella sconfitta fuori casa per 2-0 contro il Baník Ostrava
, il suo primo gol arriva il 4 aprile 2009 con lo Zenit Čáslav quand'era in prestito, nella vittoria fuori casa per 0-4 contro il Fotbal Fulnek, dove segna il primo gol (9' minuto).
Segna il suo ultimo gol il 10 maggio 2009 nella doppietta in rimonta che porta alla vittoria lo Zenit Čáslav contro il Vysočina Jihlava.
Fa il suo primo gol al Dynamo České Budějovice il 2 agosto 2009 nella vittoria fuori casa per 0-2 contro il Bohemians Praga.
Il 16 marzo 2012 viene reso noto il suo passaggio in prestito al Tromsø, compagine norvegese militante nella Tippeligaen. Il club riesce a strappare anche un'opzione per l'acquisto a titolo definitivo.
Debutta con gol, il 25 marzo 2012 nella partita casalinga vinta per 1-0 contro il Fredrikstad, segnando la rete decisiva al 62'. L'11 luglio, il calciatore passa al club norvegese a titolo definitivo.
In seguito a questa esperienza, veste le maglie di Wisła Cracovia, FC Dallas, Viktoria Plzeň e FCSB.
Il 30 agosto 2021 fa ritorno al Tromsø, a cui si lega con un contratto valido fino al successivo 31 dicembre.

### Nazionale
Debutta il 9 febbraio 2011 nella partita fuori casa vinta per 0-1 contro i Paesi Bassi U-21. Fa il suo debutto con maglia della nazionale maggiore  l'11 ottobre 2019 all'età di 30 anni, subentrando a Patrick Schick al 65' durante un match contro l'Inghilterra, mettendo tra l'altro a segno il suo primo goal, che è stato quello del decisivo 2-1.

## Statistiche

### Presenze e reti nei club
Statistiche aggiornate al 19 ottobre 2019.
| Stagione                       | Squadra                        | Campionato                     | Campionato | Campionato | Coppe nazionali | Coppe nazionali | Coppe nazionali | Coppe continentali | Coppe continentali | Coppe continentali | Altre coppe | Altre coppe | Altre coppe | Totale | Totale |
| Stagione                       | Squadra                        | Comp                           | Pres       | Reti       | Comp            | Pres            | Reti            | Comp               | Pres               | Reti               | Comp        | Pres        | Reti        | Pres   | Reti   |
| ------------------------------ | ------------------------------ | ------------------------------ | ---------- | ---------- | --------------- | --------------- | --------------- | ------------------ | ------------------ | ------------------ | ----------- | ----------- | ----------- | ------ | ------ |
| 2007-2008                      | Dynamo České Budějovice        | 1L                             | 7          | 0          | CR              | 0               | 0               | -                  | -                  | -                  | -           | -           | -           | 7      | 0      |
| 2008-2009                      | Dynamo České Budějovice        | 1L                             | 5          | 0          | CR              | 1               | 0               | -                  | -                  | -                  | -           | -           | -           | 6      | 0      |
| 2008-2009                      | Zenit Čáslav                   | 2L                             | 14         | 4          | CR              | 0               | 0               | -                  | -                  | -                  | -           | -           | -           | 14     | 4      |
| 2009-2010                      | Dynamo České Budějovice        | 1L                             | 24         | 4          | CR              | 3               | 0               | -                  | -                  | -                  | -           | -           | -           | 27     | 4      |
| 2010–2011                      | Dynamo České Budějovice        | 1L                             | 29         | 10         | CR              | 3               | 3               | -                  | -                  | -                  | -           | -           | -           | 32     | 13     |
| 2011-mar. 2012                 | Dynamo České Budějovice        | 1L                             | 16         | 8          | CR              | 3               | 3               | -                  | -                  | -                  | -           | -           | -           | 19     | 11     |
| Totale Dynamo České Budějovice | Totale Dynamo České Budějovice | Totale Dynamo České Budějovice | 81         | 22         |                 | 10              | 6               |                    | -                  | -                  |             | -           | -           | 91     | 28     |
| 2012                           | Tromsø                         | ES                             | 29         | 14         | CN              | 6               | 3               | UEL                | 6                  | 1                  | -           | -           | -           | 41     | 18     |
| 2013                           | Tromsø                         | ES                             | 29         | 8          | CN              | 4               | 1               | UEL                | 13                 | 3                  | -           | -           | -           | 46     | 12     |
| 2014                           | Tromsø                         | 1D                             | 25         | 15         | CN              | 1               | 0               | UEL                | 0                  | 0                  | -           | -           | -           | 26     | 15     |
| 2015                           | Tromsø                         | ES                             | 27         | 9          | CN              | 2               | 1               | -                  | -                  | -                  | -           | -           | -           | 29     | 10     |
| Totale Tromsø                  | Totale Tromsø                  | Totale Tromsø                  | 110        | 47         |                 | 13              | 5               |                    | 19                 | 4                  |             | -           | -           | 132    | 55     |
| 2015-2016                      | Wisla Cracovia                 | EK                             | 16         | 6          | -               | -               | -               | -                  | -                  | -                  | -           | -           | -           | -      | -      |
| 2016-2017                      | Wisla Cracovia                 | EK                             | 24         | 3          | CP              | 2               | 0               | -                  | -                  | -                  | -           | -           | -           | 26     | 3      |
| 2017-2018                      | Wisla Cracovia                 | EK                             | 7          | 0          | -               | -               | -               | -                  | -                  | -                  | -           | -           | -           | 7      | 0      |
| 2018-gen.2019                  | Wisla Cracovia                 | EK                             | 19         | 11         | CP              | 1               | 1               | -                  | -                  | -                  | -           | -           | -           | 20     | 12     |
| Totale Wisla Cracovia          | Totale Wisla Cracovia          | Totale Wisla Cracovia          | 66         | 20         |                 | 3               | 1               |                    | -                  | -                  |             | -           | -           | 69     | 21     |
| gen.2019                       | FC Dallas                      | MLS                            | 17+1       | 7          | USOC            | 2               | 0               | -                  | -                  | -                  | -           | -           | -           | 20     | 7      |
| Totale carriera                | Totale carriera                | Totale carriera                | 289        | 99         |                 | 28              | 12              |                    | 19                 | 4                  |             | -           | -           | 336    | 115    |

### Cronologia presenze e reti in nazionale
| Cronologia completa delle presenze e delle reti in nazionale ― Rep. Ceca | Cronologia completa delle presenze e delle reti in nazionale ― Rep. Ceca | Cronologia completa delle presenze e delle reti in nazionale ― Rep. Ceca | Cronologia completa delle presenze e delle reti in nazionale ― Rep. Ceca | Cronologia completa delle presenze e delle reti in nazionale ― Rep. Ceca | Cronologia completa delle presenze e delle reti in nazionale ― Rep. Ceca | Cronologia completa delle presenze e delle reti in nazionale ― Rep. Ceca | Cronologia completa delle presenze e delle reti in nazionale ― Rep. Ceca |
| Data                                                                     | Città                                                                    | In casa                                                                  | Risultato                                                                | Ospiti                                                                   | Competizione                                                             | Reti                                                                     | Note                                                                     |
| ------------------------------------------------------------------------ | ------------------------------------------------------------------------ | ------------------------------------------------------------------------ | ------------------------------------------------------------------------ | ------------------------------------------------------------------------ | ------------------------------------------------------------------------ | ------------------------------------------------------------------------ | ------------------------------------------------------------------------ |
| 11-10-2019                                                               | Praga                                                                    | Rep. Ceca                                                                | 2 – 1                                                                    | Inghilterra                                                              | Qual. Euro 2020                                                          | 1                                                                        | 65’                                                                      |
| 14-10-2019                                                               | Praga                                                                    | Rep. Ceca                                                                | 2 – 3                                                                    | Irlanda del Nord                                                         | Amichevole                                                               | -                                                                        | 46’ 90+3’                                                                |
| 14-11-2019                                                               | Plzeň                                                                    | Rep. Ceca                                                                | 2 – 1                                                                    | Kosovo                                                                   | Qual. Euro 2020                                                          | -                                                                        | 61’                                                                      |
| 17-11-2019                                                               | Sofia                                                                    | Bulgaria                                                                 | 1 – 0                                                                    | Rep. Ceca                                                                | Qual. Euro 2020                                                          | -                                                                        | 79’                                                                      |
| 11-11-2020                                                               | Berlino                                                                  | Germania                                                                 | 1 – 0                                                                    | Rep. Ceca                                                                | Amichevole                                                               | -                                                                        | 78’                                                                      |
| 15-11-2020                                                               | Plzeň                                                                    | Rep. Ceca                                                                | 1 – 0                                                                    | Israele                                                                  | UEFA Nations League 2020-2021 - 1º turno                                 | -                                                                        | 34’ 62’                                                                  |
| 18-11-2020                                                               | Plzeň                                                                    | Rep. Ceca                                                                | 2 – 0                                                                    | Slovacchia                                                               | UEFA Nations League 2020-2021 - 1º turno                                 | 1                                                                        | 66’                                                                      |
| Totale                                                                   |                                                                          | Presenze                                                                 | 7                                                                        |                                                                          | Reti                                                                     | 2                                                                        |                                                                          |

| Cronologia completa delle presenze e delle reti in nazionale ― Rep. Ceca under 21 | Cronologia completa delle presenze e delle reti in nazionale ― Rep. Ceca under 21 | Cronologia completa delle presenze e delle reti in nazionale ― Rep. Ceca under 21 | Cronologia completa delle presenze e delle reti in nazionale ― Rep. Ceca under 21 | Cronologia completa delle presenze e delle reti in nazionale ― Rep. Ceca under 21 | Cronologia completa delle presenze e delle reti in nazionale ― Rep. Ceca under 21 | Cronologia completa delle presenze e delle reti in nazionale ― Rep. Ceca under 21 | Cronologia completa delle presenze e delle reti in nazionale ― Rep. Ceca under 21 |
| Data                                                                              | Città                                                                             | In casa                                                                           | Risultato                                                                         | Ospiti                                                                            | Competizione                                                                      | Reti                                                                              | Note                                                                              |
| --------------------------------------------------------------------------------- | --------------------------------------------------------------------------------- | --------------------------------------------------------------------------------- | --------------------------------------------------------------------------------- | --------------------------------------------------------------------------------- | --------------------------------------------------------------------------------- | --------------------------------------------------------------------------------- | --------------------------------------------------------------------------------- |
| 9-2-2011                                                                          | Waalwijk                                                                          | Paesi Bassi under 21                                                              | 0 – 1                                                                             | Rep. Ceca under 21                                                                | Amichevole                                                                        | -                                                                                 |                                                                                   |
| 25-3-2011                                                                         | Uherské Hradiště                                                                  | Rep. Ceca under 21                                                                | 1 – 0                                                                             | Bielorussia under 21                                                              | Amichevole                                                                        | -                                                                                 |                                                                                   |
| 29-3-2011                                                                         | Olomouc                                                                           | Rep. Ceca under 21                                                                | 1 – 0                                                                             | Francia under 21                                                                  | Amichevole                                                                        | -                                                                                 |                                                                                   |
| Totale                                                                            |                                                                                   | Presenze                                                                          | 3                                                                                 |                                                                                   | Reti                                                                              | 0                                                                                 |                                                                                   |

## Palmarès

### Individuale
- Capocannoniere del Campionato norvegese: 1

2012 (14 reti)